# Power Live '98
Power Live '98 é o terceiro álbum ao vivo de Hironobu Kageyama. Foi lançado em 17 de novembro de 1998 pela Be!smile Ltd. e Sony Music Japan e contém gravações de shows realizados entre abril e agosto do mesmo ano. Contém 16 músicas, sendo cinco de Dragon Ball Z. 10 anos mais tarde, o álbum foi relançado. O cantor Masaaki Endoh pode ser ouvido em diversas faixas, pois atuava como vocal de apoio de Kageyama.

## Recepção
O site CD Journal escreveu: "Este álbum de rock vale o dinheiro e pode ser desfrutado por pais e filhos amantes de anime. Sua forte voz cativa até mesmo quem não é fã de anime com um som oitentista de hard rock americano."

## Faixas
| N.º            | Título                                                              | Letras           | Música            | Arranjo        | Duração |  |
| 1.             | "Soldier Dream" (de Os Cavaleiros do Zodíaco)                       | Natsumi Tadano   | Hiroaki Matsuzawa | BROADWAY       | 3:39    |  |
| 2.             | "BOYS BE ~Kimi ni Ageru Tame ni~" (de Os Cavaleiros do Zodíaco)     | Kazunori Sonobe  | H. Kageyama       | BROADWAY       | 3:58    |  |
| 3.             | "MIND POWER...Ki..." (de Dragon Ball Z)                             | Sakiko Iwamuro   | Chiho Kiyooka     | BROADWAY       | 5:41    |  |
| 4.             | "Getter Robo" (de Getter Robo)                                      | Go Nagai         | Shunsuke Kikuchi  | BROADWAY       | 3:14    |  |
| 5.             | "Kokoro wa Tamago" (de Chojin Sentai Jetman)                        | Toyohisa Araki   | Gouji Tsuno       | BROADWAY       | 4:06    |  |
| 6.             | "LONELY STAR" (cover de LAZY)                                       | Hiroyuki Tanaka  | H. Tanaka         | BROADWAY       | 2:11    |  |
| 7.             | "STAND ALONE ~Karehateta Kokoro ni~" (de Casshan)                   | K. Sonobe        | G. Tsuno          | BROADWAY       | 6:02    |  |
| 8.             | "Unmei no Hi ~Tamashii VS Tamashii~" (de Dragon Ball Z)             | S. Iwamuro       | C. Kiyooka        | BROADWAY       | 4:46    |  |
| 9.             | "Answer of Tears" (cantada por Masaaki Endoh e Masako Iwanaga)      | Kenichi Kanemaki | Shunji Inoue      | BROADWAY       | 5:03    |  |
| 10.            | "Bokutachi wa Tenshi Datta" (de Dragon Ball Z)                      | Yukinojo Mori    | Takeshi Ike       | BROADWAY       | 4:03    |  |
| 11.            | "Cha-La Head-Cha-La" (de Dragon Ball Z)                             | Y. Mori          | C. Kiyooka        | BROADWAY       | 4:35    |  |
| 12.            | "Ikasumi da, Takosumi da" (de Mushimaru Q)                          | Reo Rinozuka     | G. Tsuno          | BROADWAY       | 3:56    |  |
| 13.            | "FOR EVER~" (de Dragon Ball Z)                                      | S. Iwamuro       | C. Kiyooka        | BROADWAY       | 4:24    |  |
| 14.            | "Anime Ja Nai -Yume wo Wasureta Furui Chikyuujin yo" (de Gundam ZZ) | Yasushi Akimoto  | Hiroaki Serizawa  | BROADWAY       | 4:02    |  |
| 15.            | "Melos no You ni -LONELY WAY-" (de Aoki Ryuusei SPT Layzner)        | Y. Akimoto       | Hideya Nakazaki   | BROADWAY       | 4:37    |  |
| 16.            | "Kimi Dake no Tame ni"                                              | Yuzo Otsuka      | Koji Makaino      | BROADWAY       | 4:59    |  |
| Duração total: | Duração total:                                                      | Duração total:   | Duração total:    | Duração total: | 69:16   |  |